# Список холмов на Венере
Холмы на Венере (лат. Colles) — это маленькие приподнятые участки рельефа, круглые при взгляде сверху, часто встречающиеся группами:14. Холмы называют именами повелительниц водной стихии:15. Холмы Венеры, как и другие детали рельефа на этой планете, названы женскими именами, так как из всех крупных и давно известных планет только Венера носит женское имя:15. Название состоит из слова «холмы»  и имени собственного в родительном падеже, например, «холмы Чернавы».
| Русское название | Латинское название | Размер (км) | Широта центра | Долгота центра | Происхождение имени                                         | Утверждено (год) |
| ---------------- | ------------------ | ----------- | ------------- | -------------- | ----------------------------------------------------------- | ---------------- |
| холмы Аккрувы    | Akkruva Colles     | 1059        | 46,1          | 115,5          | Аккрува, саамская богиня рыбной ловли                       | 1985             |
| холмы Мены       | Mena Colles        | 850         | -52,5         | 160            | римская богиня детства, отвечавшая за менструации           | 1994             |
| холмы Тяньхоу    | T'ien Hu Colles    | 947         | 30,7          | 15,1           | Тянь-хоу, покровительница мореходов в китайской мифологии   | 1991             |
| холмы Чернавы    | Chernava Colles    | 1000        | -10,5         | 335,5          | Чернава, дочь морского царя в русском фольклоре             | 1997             |
| холмы Юрате      | Jurate Colles      | 418         | 56,8          | 153,5          | Юрате, морская богиня в литовской мифологии                 | 1985             |
| холмы Мольпы     | Molpe Colles       | 548         | 76            | 192            | Мольпа, в греческой мифологии — мать сирен, или одна из них | 1991             |
| холмы Урутонги   | Urutonga Colles    | 500         | 10            | 154            | божество в мифологии маори                                  | 2003             |
| холмы Ашераты    | Asherat Colles     | 500         | 12            | 162            | «Ашерат Морская», богиня у финикийцев                       | 2003             |
| холмы Наеты      | Nahete Colles      | 400         | 38            | 241            | Наете, богиня, правящая морем с мужем Агбе, в мифологии фон | 1997             |
| холмы Раны       | Ran Colles         | 400         | 1             | 163            | Ран, скандинавская морская богиня                           | 2003             |
| холмы Руады      | Ruad Colles        | 400         | -68           | 118            | божество в ирландской мифологии                             | 1997             |
| холмы Нулиаюки   | Nuliayoq Colles    | 350         | 48            | 224            | Нулиаюк, хозяйка животных моря у эскимосов нетсилик         | 1997             |
| холмы Салофы     | Salofa Colles      | 250         | -63           | 167            | девочка из самоанской легенды об акуле и черепахе           | 1997             |
| холмы Мигазеши   | Migazesh Colles    | 230         | -49           | 198            | Мигазеш, дочь морской богини у адыгов                       | 2000             |
| холмы Олосы      | Olosa Colles       | 200         | 18            | 353,3          | Олоса, богиня лагуны у йоруба                               | 1997             |
| холмы Мараки     | Marake Colles      | 150         | 55,7          | 217,8          | Мараке, хозяйка моря в мифологии манси                      | 1997             |